# Sylvietta virens
El crombec verde (Sylvietta virens) es una especie de ave paseriforme de la familia Macrosphenidae propia de África occidental y central. 

## Distribución y hábitat
Se encuentra en los bosques tropicales húmedos de África occidental y central.